# Cold War (film, 2012)
Série
Cold War 2
(2016)
Pour plus de détails, voir Fiche technique et Distribution.
Cold War (寒戰, Hon zin, litt. « Guerre froide ») est un thriller policier hongkongais écrit et réalisé par Longman Leung et Sunny Luk et sorti en 2012. Il raconte l'histoire de la recherche par la police de Hong Kong de cinq policiers enlevés et dont les coupables semblent avoir des relations dans les rangs de la police.
Le film est sélectionné comme film d'ouverture du 17e Festival international du film de Busan et remporte neuf prix à la 32e cérémonie des Hong Kong Film Awards. Sa suite, Cold War 2, sort en 2016.

## Synopsis
Un soir, un fourgon d'une unité d'urgence de la police de Hong Kong, avec à son bord du matériel de pointe et cinq policiers, est signalé disparu. Alors que la police enquête sur cette affaire, elle découvre que les coupables possèdent une excellente connaissance des procédures policières et ont prévu plusieurs étapes en avance, dont l'une d'elles sera de pirater le réseau sécurisé de la police. Le commissaire de la ville (en) étant indisponible, le commissaire-adjoint M.B. Lee (Tony Leung Ka-fai), planifie et dirige une opération de sauvetage du nom de code Guerre froide et déclare l'état d'urgence à Hong Kong.
Après avoir été maintes fois trompé par les ravisseurs et ne pas avoir réussi à le retrouver, le commissaire-adjoint Sean Lau (Aaron Kwok) estime que Lee agit de façon imprudente car l'un des cinq policiers enlevés est son propre fils, Joe Lee (Eddie Peng). Après avoir consulté les surintendants Vincent Tsui (Chin Ka-lok) et Albert Kwang (Gordon Lam), qui pensent tous les deux que Lee prend des mesures trop extrêmes, Lau relève Lee de son commandement et assume le commandement de l'opération Guerre froide.
Lau prévoit d'entamer des négociations avec les ravisseurs tout en les traquant discrètement jusqu'à leur cachette. Ceux-ci demandent à Lau de préparer une rançon égale à la valeur ajoutée de la vie des policiers et de la cargaison du fourgon de l'unité d'urgence. Tandis que la police prépare l’argent, les ravisseurs appellent à nouveau et disent qu’ils ne veulent plus qu'environ la moitié et que ce soit Lau qui remette personnellement l’argent. À la demande du directeur de la banque, Lau ne prend que la quantité nécessaire à la rançon et fait restituer le reste à la banque. Lorsqu'il arrive sur le lieu de l'échange, il lui est ordonné d'arrêter sa voiture immédiatement et de jeter l'argent d'un pont, ce qui entraîne un blocage du trafic d'en-dessous. Dans la chaos qui s'installe, Lau est attaqué par les ravisseurs et le surintendant Tsui est tué. Les criminels parviennent à s'échapper, tandis que le surintendant Kwang informe Lau qu'ils ont en même temps récupéré l'autre moitié de la rançon toujours à la banque. La police réussit cependant à retrouver ailleurs les policiers enlevés.
Lau tente d'interroger le directeur de la banque, mais celui-ci est tué par une voiture piégée. Le surintendant Kwang enquête sur l'attentat mais tombe dans un piège et est tué avec ses hommes. Lau soupçonne les criminels d'être aidés par des taupes au sein de la police, mais avant qu'il puisse enquêter davantage, il est arrêté par l'officier Billy Cheung (Aarif Rahman (en)) de la Commission indépendante contre la corruption, qui a reçu des informations confidentielles d'une source anonyme sur l'opération Guerre froide. Lau est interrogé par Cheung qui l'accuse d'avoir mal géré l'opération de sauvetage ce qui a entraîné la perte de la rançon qu'il aurait secrètement récupéré pour lui-même. Lau nie tout en bloc et la commission ne réussit pas à trouver des preuves contre lui. Cheung poursuit son enquête et découvre que le commissaire de police prendra sa retraite dans deux ans. Lee ou Lau bénéficieront donc d'une promotion. Lau a le soutien du secrétaire à la Sécurité en raison de son habile gestion des finances de la police. De son côté, Lee a gravi les échelons depuis le grade de simple agent de police et bénéficie du soutien des officiers de première ordre ainsi que de la brigade criminelle. Cheung soupçonne maintenant Lee de vouloir utiliser l'échec de l'opération Guerre froide pour ruiner les chances de promotion de Lau.
La commission découvre finalement, sur la base de preuves médico-légales, que Joe Lee est le cerveau derrière l'enlèvement du fourgon de l'unité d'urgence. Lau présente ces informations à Lee et révèle que c'est Lau lui-même qui a divulgué des informations à la commission (qui a le pouvoir d'agir de manière indépendante auprès des forces de police), afin d'emprunter leurs ressources pour enquêter sur l'affaire, et ainsi ne pas alerter la taupe. Lee est confronté à son fils qui avoue avoir planifié tout cela avec d'autres collaborateurs de la police souhaitant voir Lee devenir commissaire. Voyant que Joe n'a aucun remords et est peu disposé à en révéler davantage, Lee tire à contrecœur et l'arrête. Le lendemain, Lee et le commissaire actuel annoncent leur intention de prendre leur retraite, désignant Lau comme prochain commissaire et le félicitant pour son ingéniosité dans la résolution de l'affaire.
Le film se termine lorsque Lau reçoit un mystérieux appel des ravisseurs qui lui annoncent avoir enlevé sa femme et demandent la libération de Joe Lee en échange.

## Fiche technique
- Titre original : 寒戰
- Titre international : Hon zin
- Réalisation : Longman Leung et Sunny Luk
- Scénario : Longman Leung et Sunny Luk
- Photographie : Jason Kwan et Kenny Tse
- Montage : Kwong Chi-leung et Wong Hoi
- Production : Bill Kong, Mathew Tang et Ivy Ho
- Société de production : Irresistible Delta Limited, Edko Films et Sil-Metropole Organisation
- Société de distribution : Edko Films
- Pays d’origine :  Hong Kong
- Langue : cantonais et mandarin
- Format : couleur
- Genres : thriller, policier
- Durée : 92 minutes
- Date de sortie :
  - Chine, Hong Kong, Macao, Malaisie et Nouvelle-Zélande : 8 novembre 2012
  - Singapour : 15 novembre 2012
  - Taïwan : 16 novembre 2012
  - Japon : 26 octobre 2012

## Distribution
- Aaron Kwok : Sean K.F. Lau, commissaire-adjoint (gestion)
- Tony Leung Ka-fai : Waise M.B. Lee, commissaire-adjoint (opération)
- Andy Lau (participation amicale) : Philip M.W. Luk, secrétaire de la Sécurité
- Charlie Young : Phoenix C.M. Leung, commissaire divisionnaire, chef du service des relations publiques de la police
- Gordon Lam : Albert C.L. Kwong, surintendant principal, faction de Waise Lee
- Chin Ka-lok : Vincent W.K. Tsui, surintendant principal, faction de Sean Lau
- Andy On : Michael Shek, commandant de l'unité des missions spéciales
- Terence Yin : Man To, surintendant principal, directeur de Information Systems
- Grace Huang : May Cheung, inspecteur probatoire sous l'autorité de Sean Lau et Vincent Tsui
- Aarif Rahman (en) : Billy K.B. Cheung, inspecteur principal de la Commission indépendante contre la corruption
- Jeannie Chan (en) : Nicole Chan, assistant-inspecteur de la Commission indépendante contre la corruption
- Eddie Peng : Joe K.C. Lee, agent de l'unité d'urgence 71, enfant unique de Waise Lee
- Ma Yili (en) : la femme de Sean Lau
- JJ Jia (en) : la femme de Vincent W.K. Tsui
- Alex Tsui Ka-kit : Matthew K.M. Mak, commissaire de la Commission indépendante contre la corruption
- Michael Wong : York H.W. Tsang, commissaire de police
- Tony Ho Wah-chiu : William Ngai, surintendant principal du nouvel immeuble du Trésor de Kowloon Bay (en)
- Joyce Cheng (en) : M.Y. Shum, sergent, commandant de garde de l'unité d'urgence 71
- Wai Kar-hung : Keung Wong, agent, chauffeur de l'unité d'urgence 71
- Eric Li : T.M. Leung, agent, communications de l'unité d'urgence 71
- Gary Chan : K.F. Cheng, agent de l'unité d'urgence 71
- Byron Mann : Chan Bun, le chef des ravisseurs

## Récompenses et nominations
| Prix et nominations                                     | Prix et nominations                     | Prix et nominations       | Prix et nominations |
| Cérémonie                                               | Catégorie                               | Récipiendaire             | Issue               |
| ------------------------------------------------------- | --------------------------------------- | ------------------------- | ------------------- |
| 32e cérémonie des Hong Kong Film Awards                 | Meilleur film                           | Cold War                  | Lauréat             |
| 32e cérémonie des Hong Kong Film Awards                 | Meilleur réalisateur                    | Sunny Luk, Longman Leung  | Lauréat             |
| 32e cérémonie des Hong Kong Film Awards                 | Meilleur scénario                       | Sunny Luk, Longman Leung  | Lauréat             |
| 32e cérémonie des Hong Kong Film Awards                 | Meilleur acteur                         | Tony Leung Ka-fai         | Lauréat             |
| 32e cérémonie des Hong Kong Film Awards                 | Meilleur acteur dans un rôle secondaire | Gordon Lam                | Nomination          |
| 32e cérémonie des Hong Kong Film Awards                 | Meilleur nouvel acteur                  | Alex Tsui Ka-kit          | Lauréat             |
| 32e cérémonie des Hong Kong Film Awards                 | Meilleure photographie                  | Jason Kwan, Kenny Tse     | Nomination          |
| 32e cérémonie des Hong Kong Film Awards                 | Meilleur montage                        | Kwong Chi-leung, Wong Hoi | Lauréat             |
| 32e cérémonie des Hong Kong Film Awards                 | Meilleure chorégraphie d'action         | Chin Ka-lok, Wong Wai-fai | Nomination          |
| 32e cérémonie des Hong Kong Film Awards                 | Meilleur son                            | Kinson Tsang              | Lauréat             |
| 32e cérémonie des Hong Kong Film Awards                 | Meilleurs effets visuels                | Cecil Cheng               | Lauréat             |
| 32e cérémonie des Hong Kong Film Awards                 | Meilleur bande-originale                | Peter Kam                 | Lauréat             |
| 19e cérémonie des Hong Kong Film Critics Society Awards | Meilleur film                           | Cold War                  | Nomination          |
| 19e cérémonie des Hong Kong Film Critics Society Awards | Meilleur scénario                       | Sunny Luk, Longman Leung  | Nomination          |
| 19e cérémonie des Hong Kong Film Critics Society Awards | Meilleur acteur                         | Tony Leung Ka-fai         | Nomination          |